# バスケットボールウガンダ代表
バスケットボールギニア代表（バスケットボールウガンダだいひょう、Uganda men's national basketball team）は、ウガンダバスケットボール連盟により国際大会に派遣される男子バスケットボールのナショナルチームである。

## 歴史
2015年にアフリカ選手権初出場を果たし、ジンバブエ相手に72-64でアフリカ選手権初勝利を挙げた。

## 主な国際大会成績
- オリンピック
  - 出場なし
- ワールドカップの成績
  - 出場なし
- アフリカ選手権の成績
  - 2015年 ― 11位[3]
  - 2017年 ― 13位
  - 2021年 ― 6位